# 藤田秀雄
藤田 秀雄（ふじた ひでお、1931年3月13日 - ）は、日本の教育社会学者、平和運動家、立正大学名誉教授。

## 来歴
東京生まれ。1953年東京大学教育学部卒、58年同大学院人文科学研究科教育行政学博士課程中退。大学院在学中、群馬県島村に住み、アクション・リサーチとしてサークル活動をおこなう。1958年東大・スタンフォード大学共同研究助手。1959年立正大学文学部専任講師、助教授、教授。2001年定年退職、名誉教授。平和のための各種運動に参加。

## 著書
- 『沖縄の叫び ベトナム戦争の基地』潮流出版社 1967
- 『社会教育の歴史と課題』学苑社 1979
- 『戦中戦後少年の日記 一九四四～四五年』山田正行編 同時代社 2014

### 共編著
- 『日本社会教育史』大串隆吉共編著 エイデル研究所 1984
- 『平和学習入門』編 国土社 社会教育実践双書 1988
- 『ユネスコ学習権宣言と基本的人権』編著 教育史料出版会 2001

### 翻訳
- ベティ・リアドン,アリシア・カベスード『戦争をなくすための平和教育 「暴力の文化」から「平和の文化」へ』淺川和也共監訳 明石書店 2005